# Леонов, Николай Сергеевич
Никола́й Серге́евич Лео́нов (22 августа 1928, село Алмазово, Рязанская губерния — 27 апреля 2022, Москва) — советский разведчик, генерал-лейтенант (1991), начальник Аналитического управления КГБ СССР (1991), заместитель начальника Первого Главного управления КГБ СССР (1983—1990). Доктор исторических наук, профессор кафедры дипломатии МГИМО в 1990-х, депутат Государственной думы России IV созыва (2003—2007).

## Биография
«Довелось мне родиться летом 1928 года в неприметной рязанской деревушке с красивым названием Алмазово, расположенной на стыке трёх областей: Тульской, Рязанской и Московской. В 20 верстах от деревни раскинулось Куликово поле. Первый свой крик я издал под копной сжатой ржи на собственном поле в последний год свободного крестьянствования. На следующий год наша пашня была включена в колхозные поля…».
Родился в крестьянской семье, отец — Леонов Сергей Михайлович (1903—?), мать — Трифонова Наталья Владимировна (1906—?). В 1938 году Николай переехал к матери и отчиму в город Электросталь, где в 1947 году окончил среднюю школу с золотой медалью, после чего поступил в Московский институт международных отношений. Ещё в школьные годы увлёкся историей. Как пишет А. Н. Крутов: «В лихолетье Великой Отечественной войны 13-летний Николай Леонов взвалил на свои плечи заботу о матери и четырёх младших сестрёнках».
По окончании института был направлен не в МИД, а в непрестижное место по причине конфликта с министром иностранных дел А. Я. Вышинским (из-за отказа дать рекомендацию в партию, однокурсница обвинила пятерых студентов в попытке изнасилования, а Леонов, будучи комсоргом группы и зная истинную подоплёку происходящего, написал об этом министру) — в издательство литературы на иностранных языках. В мае 1953 года его направили на стажировку в Мексику, куда он отправился на торговом судне «Андреа Гритти» из порта в Генуе. На нём он познакомился с Раулем Кастро. После прибытия Леонов стал посещать занятия в университете Мехико (Национальный автономный университет Мексики) на факультете филологии и философии, работал в советском посольстве[прояснить].
Летом 1956 года познакомился с Че Геварой. Однако спустя время были арестованы некоторые кубинские революционеры, а при обыске на квартире Гевары нашли фотографию Леонова. Это стало причиной для возврата Николая Леонова на Родину в то же издательство. В 1958 году он поступил в заочную аспирантуру по Латинской Америке в Институт истории АН СССР.
В 1958 году принят в 101-ю школу КГБ для подготовки в качестве разведчика. В 1959 году — в составе делегации, возглавляемой заместителем Председателя Совета министров СССР А. И. Микояном, поехал в Мексику, с ним же в 1960 году — на Кубе, где встречался с Фиделем Кастро. Леонов вспоминал, что во время его визита с Микояном на Кубу: "Фидель спросил у Микояна: «Вы уверены, что это ваш человек?», — показывая на меня. Микоян ответил: «Это мой переводчик, конечно, я в нем уверен». Фидель тогда рассмеялся, сказав: «Слава Богу, потому что мы-то в Мексике сперва думали, что это мог быть какой-то засланный ЦРУ казачок».
С 1960 года в разведке в Латинской Америке, работает против спецслужб США. Сопровождал и переводил Ф. Кастро в его поездке по Союзу ССР в 1963 году. Возглавлял кубинское направление во внешней разведке, ему пришлось принять активное участие во многих событиях, связанных с борьбой против американского влияния в странах Латинской Америки. Также он бывал в краткосрочных командировках в Афганистане и других странах.
С 1971 года заместитель, спустя два года — начальник информационно-аналитического управления внешней разведки. С 26 сентября 1983 по январь 1991 года — заместитель начальника Первого Главного управления КГБ СССР (внешняя разведка). В 1975 году присвоено воинское звание генерал-майор.
С 30 января по 27 августа 1991 года — начальник Аналитического управления КГБ СССР (Служба оперативного анализа и информации). Член Коллегии КГБ СССР.
Как пишет В. Андрюхин: «Весной 1991 года имя генерала Леонова прогремело на всю страну. Тогда генерал, будучи начальником Информационно-аналитического Управления КГБ, без санкции вышестоящего руководства выступил перед депутатами Верховного Совета СССР, призвав их сделать всё для спасения разваливающейся страны, против которой сплотились враги внешние и внутренние…» Как вспоминал сам генерал: «В апреле 1991 года я не выдержал и без санкции руководства встретился с депутатами Верховного Совета СССР. Я сказал, что страна погибнет, если вы, депутаты, не возьмёте судьбу государства в свои руки (партии я уже не верил). Ещё сказал о том, что две стаи воронов, внешних и внутренних, сбились в одну кучу. Их задача — разорвать Советский Союз… Выступление получило большой резонанс в прессе, из Кремля послышались вопли возмущения. Но на этом всё и закончилось. Страна продолжала катиться под гору».
17 августа 1991 года присвоено воинское звание генерал-лейтенант.
По мнению историка разведки В. Лашкула, прогнозы аналитиков, которыми Леонов руководил 12 лет, ни разу не оказались ошибочными. Николай Долгополов также отмечал, что «аналитики, работавшие под его руководством, в течение 12 лет ошибок не допускали».
По поручению председателя КГБ СССР В. Крючкова 17—18 августа 1991 года участвовал в подготовке Обращения ГКЧП к советскому народу.
После событий августа 1991 года ушёл в отставку. Совместно с друзьями из КГБ он организовал АО «Российская национальная служба экономической безопасности». Защитил кандидатскую и докторскую диссертации. С 1994 года преподавал современную историю в МГИМО. С 1996 года сотрудничал с журналом «Русский дом», также принимал участие в телепередаче «Русский дом» вплоть до её закрытия. Депутат Государственной Думы России IV созыва (2003—2007) от блока «Родина», член партии «Народная воля». Был постоянным автором интернет-газеты «Столетие».
В 2005 году подписал письмо 5000, академик РАЕН.
Фигурант архива Митрохина.
Скончался на 94 году жизни после тяжелой продолжительной болезни. Похоронен на Троекуровском кладбище.

## Взгляды
В одном из своих интервью в конце 2000-х годов заявил: «…все мои 80 лет были отданы государству российскому. Никакой клановости, никакой партийности во мне не было».
Н. С. Леонов заявлял:  «Я остаюсь приверженцем социалистического строя, которому искренне служил всю жизнь. То, что не является продуктом человеческого труда — земля, вода, недра, леса и т. д., не может быть частной собственностью. Не могут быть отняты у общества и переданы в частную собственность огромные производства, обществом же созданные, а тем более целые отрасли экономики».

## Личная жизнь
Женат был дважды: 
- Жена в 1953–1980 — Леонова (Баранова) Валерия Ивановна, дочь Леонова Ирина Николаевна 1962 г.р., внуки Наталья, Николай;
- Жена в 1987–2022 — Кондырева Евгения Николаевна, сын от первого брака Кондырев Петр Дмитриевич (1976—2022).

Н. С. Леонов — православный христианин, его духовник — архимандрит (затем епископ, затем митрополит) Тихон (Шевкунов).

## Награды
- Орден Октябрьской Революции,
- Два ордена Трудового Красного Знамени,
- Орден Красной Звезды,
- Национальный орден «Плайя-Хирон» (2008, Куба),
- Кубинский орден Че Гевары I степени (2003),
- Знак «Почётный сотрудник госбезопасности»,
- Знак «За службу в разведке»,
- Медали СССР,
- Медали РФ.
- Имя Н. С. Леонова занесено на Доску почёта Зала истории внешней разведки.

## Список произведений
- Борьба церкви с государством в Мексике (1965).
- Некоторые проблемы политической истории Центральной Америки XX столетия. — Москва : Наука, 1972. — 253 с.
- Очерки новой и новейшей истории стран Центральной Америки. — Москва : Мысль, 1975. — 325 с.
- Омар Торрихос: «Я не хочу войти в историю, я хочу войти в зону канала» / Предисл. Х. де Х. Мартинеса. — М. : Междунар. отношения, 1990. — 237 с. — ISBN 5-7133-0283-0
- Лихолетье : [Мемуары разведчика]. — М. : Междунар. отношения, 1994. — 395 с. — (Секретные миссии). — ISBN 5-7133-0785-9
  - Лихолетье : [Мемуары разведчика]. — М. : Изд. центр «Терра», 1997. — 330 с. — (Секретные миссии). — ISBN 5-300-01213-0
- Фидель Кастро : Политическая биография. — [2. изд., ил., испр.]. — М. : Рекл.-компьютер. агентство газ. «Труд», 1999. — 447 с. — ISBN 5-93334-001-4 (соавтор: В. А. Бородаев)
- Крестный путь России. 1991—2000. — М. : Рус. Дом, 2002. — 525 с. — ISBN 5-901505-03-4
  - Крестный путь России. 1991—2000. — М. : Рус. Дом, 2003. — 525 с. — ISBN 5-901505-03-4
- Крестный путь России. — М. : Русский дом, 2003. — 376 с. — ISBN 5-901505-06-9
  - Крестный путь России. — М. : Эксмо : Алгоритм, 2005. — 508 с. — (Новейшая история России). — ISBN 5-699-09432-6.
- Лихолетье : зап. гл. аналитика Лубянки. — М. : Эксмо : Алгоритм, 2005. — 475 с. — (История России. Современный взгляд). — ISBN 5-699-09030-4
- Россия 2000—2008. Закат или рассвет?. — Москва : Русский дом, 2008. — 545 с. — ISBN 5-901-505-15-8
- Холодная война против России. — Москва : Эксмо : Алгоритм, 2010. — 237 с. — (Проект «АнтиРоссия»). — ISBN 978-5-699-41155-9
- Что еще может Путин?. — Москва : Алгоритм, 2012. — 253 с. — (Политические расследования). — ISBN 978-5-4438-0051-6
  - Что еще может Путин?: [советы старшего по званию]. — Москва : Алгоритм, 2013. — 253 с. — (Как Путину обустроить Россию). — ISBN 978-5-4438-0251-0
- Рауль Кастро. — Москва : Молодая гвардия, 2015. — 252 с. — (Жизнь замечательных людей. Биография продолжается…; вып. 31). — ISBN 978-5-235-03814-1
- Лихолетье: последние операции советской разведки. — Москва : Алгоритм, 2015. — 429 с. — (Мемуары под грифом «Секретно»). — ISBN 978-5-906789-75-4 — 2000 экз
- Рауль Кастро: Меня избрали для того, чтобы я защищал дело социализма: 2008—2017. — Москва : МАКС Пресс, 2017. — 261 с. — ISBN 978-5-317-05616-2. — 500 экз. (соавторы: В. А. Бородаев, А. А. Лепешкин)
- Лихолетье. Последние годы СССР. — Москва : Родина, 2020. — 365 с. — (Книга. Эпоха). — ISBN 978-5-907149-05-2